# Beignet (bibliothèque)
Pour l’article homonyme, voir Beignet (homonymie).
Beignet est une bibliothèque logicielle libre (licence LGPL), implémentant l'API OpenCL et développée principalement par Intel dans le cadre du projet de la fondation Freedesktop.org.
Elle supporte Les processeurs graphiques HD Graphics 4000 intégrés dans la série de processeurs Ivy Bridge.
Cette bibliothèque utilise principalement LLVM, mais est également compatible avec GCC.
En janvier 2018, Intel incite à passer sur le pilote OpenCL NEO. Beignet est tout de même conservé pour ses générations Ivybridge, Sandy Bridge et Haswell. NEO est compatible avec la génération 8 (Broadwell) et la génération 9.

## Histoire
Ce projet a été commencé par Ben Segovia, puis repris par Zou Nanhai et une équipe de développeurs chinois de la branche graphique d'Intel (China OTC graphics department).
La version 0.1 est sortie le 12 avril 2013.
La version 0.8.0 est sortie le 12 février 2014 et implémente la spécification OpenCL 1.1,.
La version 0.9.0 est sortie le 26 juin 2014 et implémente la spécification OpenCL 1.2.